# Anne Wiesigel
Anne Wiesigel (* 13. März 1948 in Oberdorla bei Mühlhausen/Thüringen) ist eine deutsche Autorin, Journalistin, Regisseurin und Drehbuchautorin.

## Leben
Wiesigel machte 1966 ihr Abitur in Merseburg. Anschließend studierte sie an der Pädagogischen Hochschule Erfurt Germanistik und Kunsterziehung. Darauf arbeitete sie als Journalistin. 1980 begann sie beim Hörfunk zur arbeiten und ab 1984 war sie freie Schriftstellerin. Nach der Wende 1990 war sie freie Journalistin. Ab 1996 war sie freie Redakteurin beim Hr-fernsehen. Sie lebt in Erfurt.

## Filmographie (Auswahl)
- 1996–2004: Der Letzte seines Standes? (Regie) 7 Folgen von insgesamt 68 der 1991 bis 2008 produzierten Serie
- 2002: Der Rechenriese – auf den Spuren von Adam Ries
- 2011: Franz Liszt – Die späten Jahre (Drehbuch)

## Hörspielbearbeitungen (Wort)
- 1981: Alexei Nikolajewitsch Tolstoi: Das Märchen von Jemeljan und seiner schönen Tatjana – Regie: Walter Niklaus (Hörspielbearbeitung, Kinderhörspiel – Rundfunk der DDR)
- 1981: Hans Christian Andersen: Die Erbsenprinzessin – Regie: Rüdiger Zeige (Hörspielbearbeitung, Kinderhörspiel, Kurzhörspiel – Rundfunk der DDR)

## Bücher (Auswahl)
- 1989: Kunsthandwerk in Thüringen, mit Jochen Wiesigel
- 1991: Streifzüge durch Thüringen, mit Jochen Wiesigel
- 1991: Die schönsten Schlösser Thüringens, mit Jochen Wiesigel
- 1992: Die Thüringische Rhön, Erfurt
- 1992: Lobenstein, mit Jochen Wiesigel
- 1992: Schleiz, mit Jochen Wiesigel
- 1992: Das Saaletal, mit Jochen Wiesigel
- 1993: Gastliches Thüringen, mit Jochen Wiesigel
- 1994: Feste und Bräuche in Thüringen, mit Jochen Wiesigel
- 1994: Der Thüringer Wald, Würzburg
- 1995: Weinreiseland an Saale und Unstrut, mit Jochen Wiesigel